# Proyecto Justicia y Vida
La asociación Proyecto Justicia y Vida es una organización no gubernamental, cristiana, incluyente y sin ánimo de lucro, cuyo objetivo principal es trabajar por la vigencia y la defensa de los derechos humanos, el derecho internacional humanitario y la promoción de la justicia en Colombia, la restauración, la reconciliación y la paz en relación con las víctimas de la violencia política.

## Objetivos
Los objetivos de Justicia y Vida son [cita requerida]:
1. Acompañar a personas y organizaciones víctimas de violaciones a los derechos humanos y el derecho internacional humanitario en la búsqueda de la verdad, la justicia y la reparación desde una perspectiva integral.
2. Ofrecer asesoría jurídica a las personas, comunidades y organizaciones víctimas de violaciones a los derechos humanos y el derecho internacional humanitario, de tal manera que se les garantice sus derechos fundamentales.
3. Crear espacios de formación, organización y movilización de las comunidades y organizaciones sociales en propender la exigibilidad y la defensa de sus derechos.
4. Investigar y sistematizar las experiencias de lucha de las comunidades y organizaciones sociales que dan luces en la reflexión y la comprensión de los diferentes factores políticos, económicos y sociales, como herramientas que faciliten y den rumbo en el trabajo por la lucha contra la impunidad y la injusticia y que promueven el desarrollo endógeno de las comunidades y la autodeterminación de nuestro pueblo.

## Origen
El Proyecto Justicia y Vida nace en el año 2001 como una iniciativa de profesionales, líderes sociales y líderes eclesiales que viendo la necesidad de contribuir a la construcción de una sociedad justa e incluyente, toma partida por las víctimas y desde allí le apuestan a un nuevo modelo de sociedad donde todos sean incluidos y disfruten de una vida digna, es así que en los primeros meses del 2001, se inician trabajos en los sectores más empobrecidos de Bogotá.
La experiencia de estos años con las comunidades y la cercanía con estos sujetos sociales, han ayudado a definir el perfil y el carácter de la organización con un compromiso más solidó por la justicia y con una estructura definida.
- Datos: Q6089195